# Andrea Bargnani
Andrea Bargnani (Roma, 26 de julho de 1985) conhecido por muitos como Il Mago (O Mágico, em português), é um ex-jogador italiano de basquetebol que jogou pela última vez no Baskonia da Liga ACB e da EuroLiga.
Ele jogou pelo Benetton Treviso na Liga Italiana de Basquetebol e na EuroLiga antes de ser selecionado pelo Toronto Raptors como a primeira escolha no Draft de 2006.

## Carreira

### Europa (2002-2006)
Bargnani começou sua carreira profissional em 2002-03 jogando no Stella Azzurra Roma na Serie B2. Ele teve médias de 13,2 pontos e 4,5 rebotes em 23 jogos. Ele então assinou contrato com o time da LBA, Benetton Treviso, para a temporada de 2003-04.
Em 2003-04, ele registrou médias de 4,2 pontos e 1,6 rebotes em 10 jogos na Liga Italiana. Ele jogou oito jogos na Euroliga registrando 2,4 pontos e 1,5 rebotes. Bargnani enfrentou seu futuro time, o Toronto Raptors, em 20 de outubro de 2003, em um jogo de pré-temporada no Air Canada Centre. Ele registrou 13 pontos, cinco rebotes, um roubo de bola e dois bloqueios em 22 minutos em uma derrota por 86-83.
Em 2004-05, ele teve médias de 6,8 pontos e 3,1 rebotes em 28 jogos da LBA e obteve médias de 3,7 pontos e 2,1 rebotes em 12 partidas da EuroLiga. 
Na temporada de 2005-06 da LBA, ele teve médias de 12 pontos, 5,6 rebotes, 1,3 bloqueios e 1,4 roubos de bola em 47 jogos. No processo, ele ajudou a levar o Benetton ao título da Liga Italiana. Na temporada 2005-06 da EuroLiga, ele contribuiu com 10,9 pontos, 4,1 rebotes e 1,3 roubadas de bola em 18 jogos.

### Toronto Raptors (2006–2013)

#### Temporada de 2006-07
Como perspectiva, Bargnani foi muito comparado ao alemão Dirk Nowitzki principalmente devido a sua capacidade de arremesso do perímetro, sua mobilidade apesar de seu tamanho e suas habilidades com a bola. Bargnani foi selecionado pelo Toronto Raptors como a primeira escolha no Draft de 2006. Ele é o primeiro jogador europeu, sexto jogador não-americano e o segundo jogador que não fez faculdade ou ensino médio nos EUA a ser selecionado em primeiro lugar no geral, depois de Yao Ming.
Bargnani fez sua estréia contra o New Jersey Nets em 1 de novembro de 2006, registrando 2 pontos, 2 rebotes e 2 bloqueios em oito minutos de jogo. No processo, ele também se tornou o quarto jogador italiano a jogar na NBA. Como muitos novatos, Bargnani levou algum tempo para se adaptar à liga e, à medida que melhorava lentamente o seu jogo, a sua confiança e tempo de jogo aumentaram. 
No meio da temporada, Bargnani foi selecionado como Novato do Mês da Conferência Leste em janeiro, juntando-se ao companheiro de equipe Jorge Garbajosa (vencedor do prêmio em dezembro de 2006) como o sexto jogador dos Raptors a ganhar a honra mensal.
Após a pausa para o All-Star, Bargnani continuou a trabalhar em sua defesa e em seu arremesso tendo médias de 14,3 pontos e 3,9 rebotes por jogo em 12 jogos em fevereiro. Ele foi selecionado como o Novato do Mês da Conferência Leste pela segunda vez consecutiva em 1 de março de 2007. Bargnani se tornou o terceiro jogador dos Raptors a ganhar o prêmio duas vezes, juntando-se a Vince Carter e Damon Stoudamire.
Em 21 de março de 2007, Bargnani foi submetido a uma cirurgia de apendicectomia de emergência após ter sido levado ao hospital após um treino na noite anterior. Ele se recuperou após cerca de um mês e terminou a temporada com média de 11,6 pontos e 3,9 rebotes por jogo. Suas atuações foram creditadas como ajudando os Raptors ao seu primeiro título da Divisão, assim como sua primeira vaga nos playoffs em cinco anos; Bargnani ficou em segundo lugar no Prêmio de Novato do Ano. Nos playoffs, Bargnani teve uma média de 11.0 pontos e 4.0 rebotes mas os Raptors foram derrotados pelo New Jersey Nets por 4-2 no primeiro round. No dia 8 de maio de 2007, Bargnani e Garbajosa foram nomeados para a Primeira-Equipe All-Rookie.

#### Temporada de 2007-08
Em 5 de outubro de 2007, os Raptors anunciaram que haviam exercido uma opção de terceiro ano no contrato de Bargnani, dando um contrato garantido até a temporada 2008-09 e mantendo uma opção para um quarto ano na temporada 2009-10.
Antes da temporada de 2007-08, Bargnani foi eleito pelos gerentes gerais da liga como o "jogador internacional com maior probabilidade de ter uma grande temporada".
Aparentemente pedindo para jogar fora de posição, ele liderou a equipe em pontuação no primeiro par de jogos mas foi mal durante a maior parte do primeiro semestre da temporada. Apesar de uma melhora, o italiano foi amplamente criticado por ter uma temporada ruim. Suas estatísticas haviam caído, ele não estava pegando rebotes suficientes, foi incapaz de arremessar bem, teve problemas facilmente e não se dirigia até a cesta o suficiente. Ele não jogou muito nos playoffs - em que os Raptors foram eliminados pelo Orlando Magic na primeira rodada - e houve até mesmo pedidos para que ele fosse negociado.

#### Temporada de 2008-09

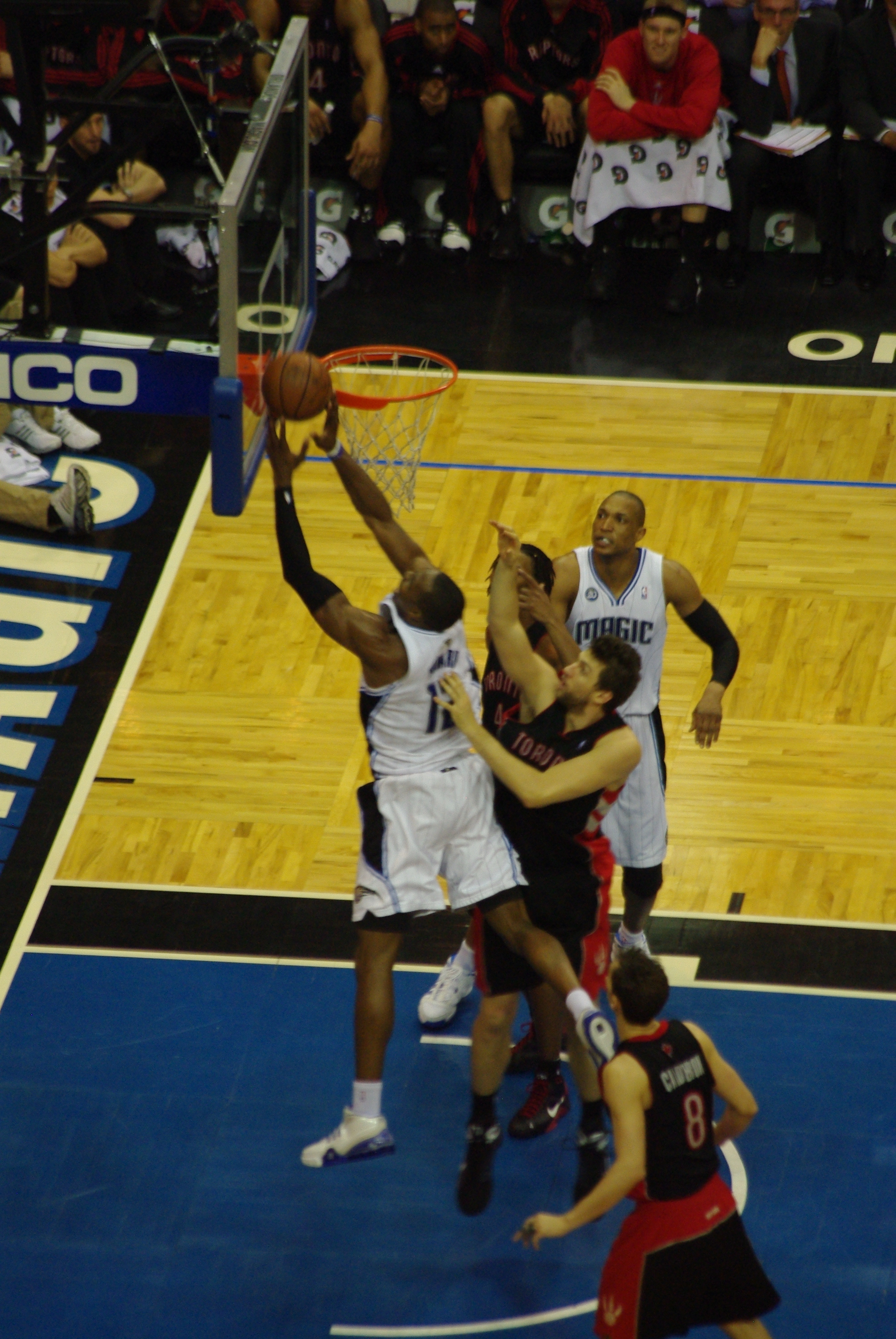
Bargnani teve uma média de quase 20 pontos na segunda metade da temporada de 2008-09.

No entanto, Toronto ainda não desistiu de Bargnani e ele se comprometeu a treinar durante todo o verão para se tornar um jogador mais eficaz, forçando-o a se dirigir mais para a cesta e acertar mais arremessos. A chegada do seis vezes All-Star, Jermaine O'Neal, também significou que Bargnani provavelmente seria reserva na temporada. 
Durante o verão, ele trabalhou duro em seu corpo, ganhando mais peso (adicionando cerca de 15 quilos de músculo); Este trabalho mostrou seus efeitos nos primeiros jogos da temporada regular. Ele também pareceu redescobrir seu arremesso, teve uma melhor seleção e se tornou um bloqueador consistente, sendo logo transferido para o time titular como Ala.
Em 21 de novembro de 2008, Bargnani registrou um recorde de 29 pontos, além de 10 rebotes em uma derrota para o New Jersey Nets. Depois de alguns tropeços em dezembro, ele teve uma boa forma em janeiro tendo médias de 21,2 pontos e 6,7 rebotes em 15 jogos, quando foi titular no lugar do lesionado O'Neal.
O'Neal foi trocado para o Miami Heat durante o intervalo para o All-Star, permitindo que o italiano recuperasse o seu posto de titular definitivamente. Ele alcançou as médias de 19,8, 17,9 e 20,3 pontos por jogo em janeiro, fevereiro e março, respectivamente, mesmo quando Toronto passou por várias derrotas e gradualmente caiu da disputa dos playoffs.
Os Raptors concluiu a temporada regular com 33 vitórias e ficou em 13º na Conferência Leste. Enquanto isso, Bargnani registrou suas maiores médias da carreira em pontos, rebotes e bloqueios. Em 8 de julho de 2009, ele assinou uma extensão de contrato com os Raptors, que lhe pagou US $ 50 milhões por cinco temporadas, começando em 2010–11.

#### Temporada de 2009-10

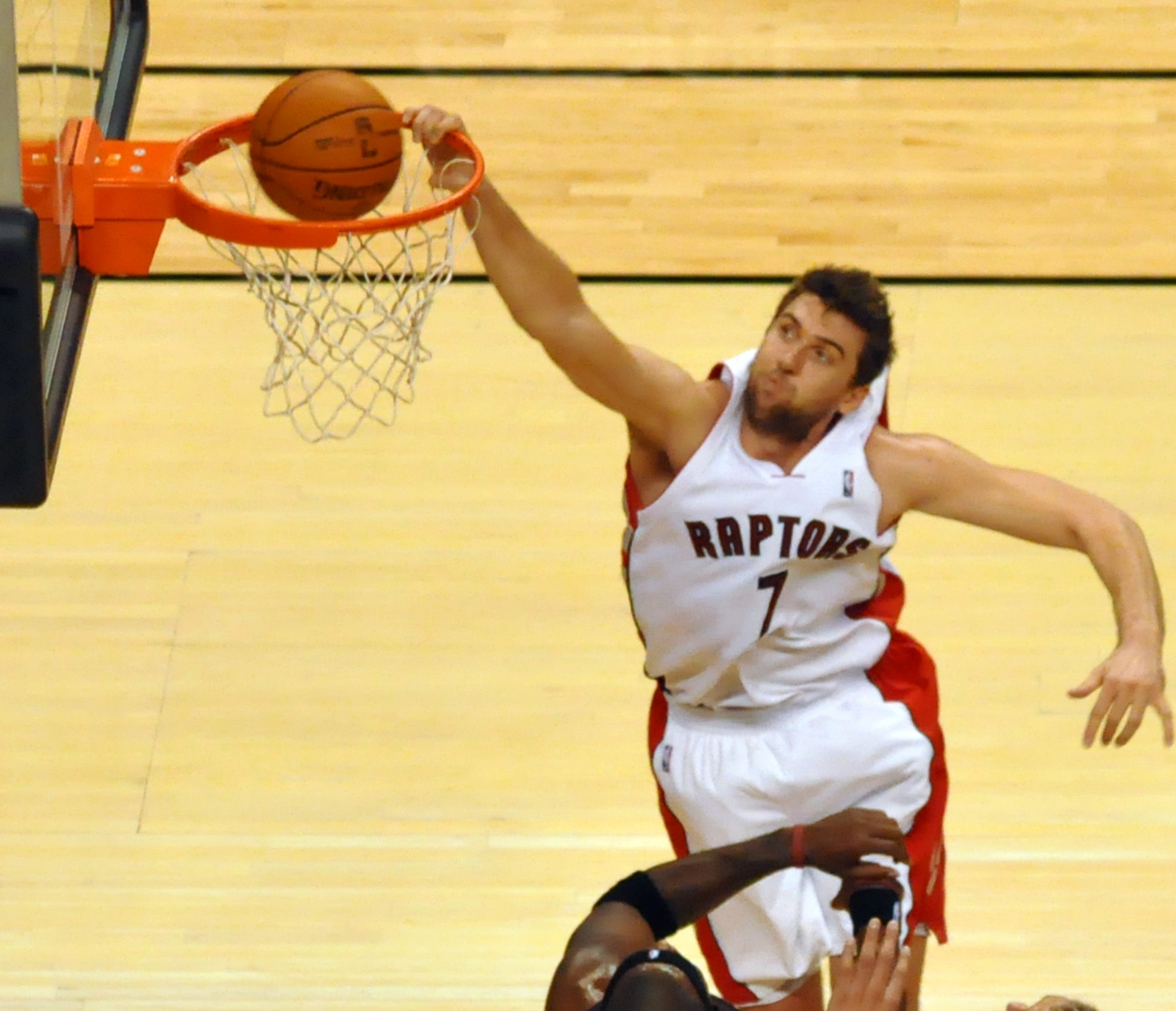
Bargnani enterrando em um jogo contra o Miami Heat em 20 de novembro de 2009

A forma e os números de Bargnani continuaram na temporada de 2009-10. Nos dez primeiros jogos, eles teve médias de 19,3 pontos, 5,7 rebotes e 1,1 bloqueios por jogo; no meio da temporada, ele teve sete duplos-duplos.
Toronto lutou no início da temporada mas chegou ao meio da temporada com um recorde de 21-20. No fim da temporada, os Raptors não foi para os playoffs por uma diferença de um jogo. Por parte de Bargnani, ele teve suas médias mais altas da carreira em pontos, rebotes, bloqueios e minutos.

#### Temporada de 2010-11
A estrela da franquia, Chris Bosh, optou por ir para o Miami Heat como um agente livre. 
Como resultado, Bargnani se tornou estrela de Toronto. Em 8 de dezembro de 2010, ele marcou 41 pontos em uma derrota contra o New York Knicks.
Bargnani teve um excelente ano, tendo médias de 21 pontos, 5 rebotes e 1 bloqueio.

#### Temporada de 2011-12
Durante a greva da NBA em 2011, Bargnani optou por não ir para o exterior, se dedicando a trabalhar em seu jogo e se tornar melhor devido a aquisição do Pivô lituano Jonas Valančiūnas no Draft da NBA de 2011.
Em 28 de março de 2012, em um jogo contra o Denver Nuggets, Bargnani marcou 26 pontos e se tornou o quarto jogador a marcar 6.000 pontos como um jogador dos Raptors.

#### Temporada de 2012–13
Depois de jogar os primeiros 21 jogos da temporada, Bargnani perdeu os próximos dois meses após uma lesão no cotovelo no início de dezembro. Ele voltou em 6 de fevereiro de 2013, mas depois de jogar mais 14 jogos, ele foi descartado para o resto da temporada em 13 de março por causa da mesma lesão.

### New York Knicks (2013–2015)

#### Temporada de 2013–14
No dia 10 de julho de 2013, Bargnani foi trocado para o New York Knicks em troca de Steve Novak, Marcus Camby e Quentin Richardson, juntamente com uma futura escolha na primeira rodada de 2016 e duas futuras escolha de segunda rodada em 2014 e 2017.
Em 22 de janeiro de 2014, em uma derrota para o Philadelphia 76ers, Bargnani sofreu um ligamento rompido em seu cotovelo esquerdo após uma tentativa frustrada de enterrada e foi descartado indefinidamente, eventualmente perdendo o resto da temporada regular. Os Knicks terminaram a temporada com um recorde de 37-45 e não foi para os playoffs.

#### Temporada de 2014–15
Depois de perder a maior parte da pré-temporada com uma lesão no tendão, Bargnani estava pronto para fazer sua estréia na temporada em 22 de novembro, quando ele foi descartado indefinidamente novamente com um músculo torcido na panturrilha.
Ele fez sua estréia na temporada em 31 de dezembro contra o Los Angeles Clippers depois de não jogar por quase um ano. Em apenas 20 minutos de ação, ele registrou 9 pontos, 4 rebotes e 2 assistências na derrota por 78-99. No entanto, no jogo seguinte, em 2 de janeiro, Bargnani re-machucou sua panturrilha direita durante o primeiro quarto da derrota por 81-97 para o Detroit Pistons. Ele perdeu mais 16 jogos antes de fazer seu segundo retorno contra o Miami em 9 de fevereiro.

### Brooklyn Nets (2015–2016)
Em 17 de julho de 2015, Bargnani assinou com o Brooklyn Nets. Ele fez sua estréia na abertura da temporada da equipe contra o Chicago Bulls em 28 de outubro, registrando 17 pontos e 7 rebotes em uma derrota por 115-100. Em 10 de dezembro, ele marcou 23 pontos em uma vitória por 110-91 sobre o Philadelphia 76ers.
Em 20 de fevereiro de 2016, ele foi dispensado pelos Nets.

### Baskonia (2016–2017)
Em 26 de julho de 2016, Bargnani retornou à Europa e assinou um contrato de dois anos com o clube espanhol Baskonia.
Em 14 de outubro de 2016, no seu primeiro jogo da temporada na Euroliga, Bargnani marcou 26 pontos em uma vitória por 85-84 sobre o Anadolu Efes.
Em 26 de abril de 2017, Baskonia dispensou Bargnani após uma série de lesões. Em 15 jogos da Euroliga, ele obteve uma média de 8,8 pontos por jogo, e em 14 jogos da ACB, ele alcançou a média de 11,5 pontos por jogo.

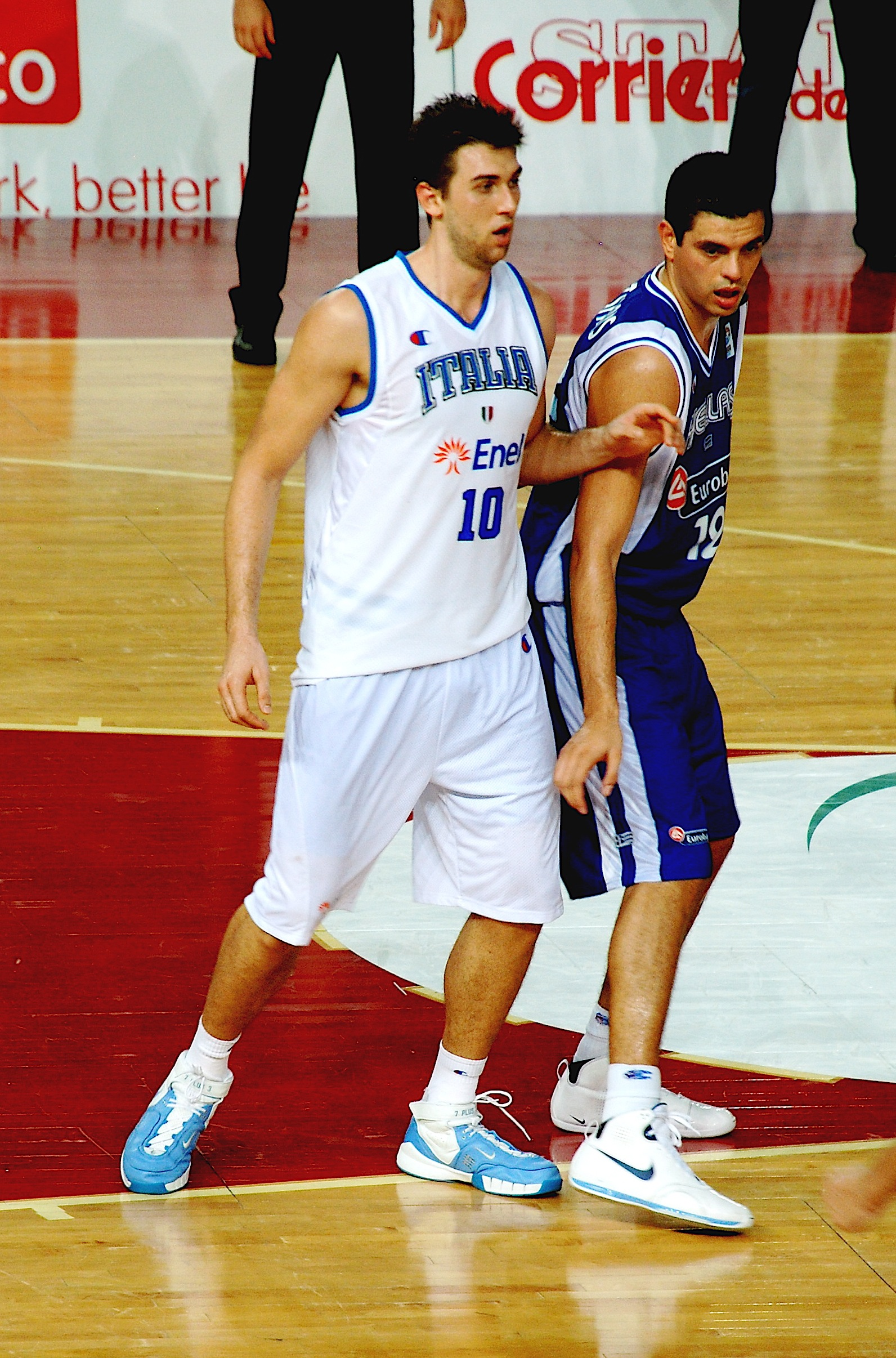
Bargnani jogando pela seleção italiana

## Carreira na seleção
Bargnani jogou pela Seleção Italiana no EuroBasket de 2007, eles terminaram em nono na competição e, em seis jogos, teve uma média de 12,7 pontos, 5,0 rebotes e 28,7 minutos por jogo.
Ele também participou do EuroBasket de 2015. Bargnani teve uma média de 14,8 pontos e 3,6 rebotes por jogo, enquanto a Itália terminou o torneio em sexto lugar.

## Estatísticas

### NBA

#### Temporada regular
| Ano     | Equipe   | PJ  | MPJ  | AP   | 3P   | LL   | RT  | AS  | BR | TO  | PPJ  |
| ------- | -------- | --- | ---- | ---- | ---- | ---- | --- | --- | -- | --- | ---- |
| 2006-07 | Toronto  | 65  | 25.1 | .427 | .373 | .824 | 3.9 | .8  | .5 | .8  | 11.6 |
| 2007-08 | Toronto  | 78  | 23.9 | .386 | .345 | .840 | 3.7 | 1.1 | .3 | .5  | 10.2 |
| 2008-09 | Toronto  | 78  | 31.4 | .450 | .409 | .831 | 5.3 | 1.2 | .4 | 1.2 | 15.4 |
| 2009-10 | Toronto  | 80  | 35.0 | .470 | .372 | .774 | 6.2 | 1.2 | .3 | 1.4 | 17.2 |
| 2010-11 | Toronto  | 66  | 35.7 | .448 | .345 | .820 | 5.2 | 1.8 | .5 | .7  | 21.4 |
| 2011-12 | Toronto  | 31  | 33.3 | .432 | .296 | .873 | 5.5 | 2.0 | .6 | .5  | 19.5 |
| 2012-13 | Toronto  | 35  | 28.7 | .400 | .311 | .844 | 3.7 | 1.1 | .6 | .7  | 12.7 |
| 2013-14 | New York | 42  | 29.9 | .442 | .278 | .825 | 5.3 | 1.1 | .3 | 1.2 | 13.3 |
| 2014-15 | New York | 29  | 27.1 | .454 | .366 | .813 | 4.4 | 1.6 | .1 | .9  | 14.8 |
| 2015-16 | Brooklyn | 46  | 13.8 | .455 | .188 | .825 | 2.1 | .4  | .1 | .2  | 6.6  |
| Total   | Total    | 550 | 28.7 | .439 | .354 | .824 | 4.6 | 1.2 | .4 | .9  | 14.3 |

#### Playoffs
| Ano   | Equipe  | PJ | MPJ  | AP   | 3P   | LL    | RT  | AS  | BR | TO | PPJ  |
| ----- | ------- | -- | ---- | ---- | ---- | ----- | --- | --- | -- | -- | ---- |
| 2007  | Toronto | 6  | 30.2 | .478 | .412 | .789  | 4.0 | 1.0 | .8 | .5 | 11.0 |
| 2008  | Toronto | 5  | 20.8 | .333 | .250 | 1.000 | 1.4 | .4  | .8 | .6 | 6.4  |
| Total | Total   | 11 | 25.9 | .412 | .333 | .810  | 2.8 | .7  | .8 | .6 | 8.9  |

### EuroLiga
| Ano      | Equipe   | PJ | MPJ  | AP   | 3P   | LL   | RT  | AS | BR  | TO | PPJ  |
| -------- | -------- | -- | ---- | ---- | ---- | ---- | --- | -- | --- | -- | ---- |
| 2003–04  | Benetton | 8  | 8.0  | .545 | .200 | .750 | 1.5 | .0 | .3  | .1 | 2.4  |
| 2004–05  | Benetton | 12 | 9.0  | .500 | .500 | .400 | 2.1 | .2 | .2  | .2 | 3.7  |
| 2005–06  | Benetton | 18 | 21.2 | .508 | .434 | .712 | 4.1 | .5 | 1.3 | .9 | 10.9 |
| 2016–17  | Baskonia | 15 | 16.0 | .458 | .304 | .750 | 1.8 | .4 | .1  | .1 | 8.8  |
| Carreira | Carreira | 38 | 14.6 | .508 | .429 | .694 | 2.9 | .3 | .7  | .5 | 6.8  |

### ACB
| Ano      | Equipe   | PJ | MPJ  | AP   | 3P   | LL   | RT  | AS | BR | TO | PPJ  |
| -------- | -------- | -- | ---- | ---- | ---- | ---- | --- | -- | -- | -- | ---- |
| 2016–17  | Baskonia | 14 | 20.9 | .302 | .474 | .920 | 2.5 | .7 | .3 | .4 | 11.5 |
| Carreira | Carreira | 14 | 20.9 | .302 | .474 | .920 | 2.5 | .7 | .3 | .4 | 11.5 |

### LBA
| Ano      | Equipe   | PJ | MPJ  | AP   | 3P   | LL   | RT  | AS | BR  | TO  | PPJ  |
| -------- | -------- | -- | ---- | ---- | ---- | ---- | --- | -- | --- | --- | ---- |
| 2003–04  | Benetton | 10 | 8.6  | .571 | .556 | .417 | 1.6 | .4 | .4  | .2  | 4.2  |
| 2004–05  | Benetton | 28 | 14.8 | .493 | .289 | .679 | 3.1 | .6 | 1.3 | .5  | 6.8  |
| 2005–06  | Benetton | 47 | 24.4 | .483 | .399 | .790 | 5.6 | .6 | 1.4 | 1.3 | 12.0 |
| Carreira | Carreira | 85 | 19.4 | .490 | .383 | .739 | 4.3 | .5 | 1.2 | .9  | 9.4  |

Fonte:

## Prêmios e honras

### Time
- Campeão da Liga Italiana: 2006
- 2× campeão da Copa da Itália: 2004, 2005

### Individual
- Melhor Jogador Sub-22 da Liga Italiana: 2006
- NBA All-Rookie First Team: 2007
- 2x Novato do Mês da NBA: Janeiro e Fevereiro de 2007
- Capa da versão italiana do videogame NBA Live 08